# مجلس النواب الأردني
مجلس النواب الأردني هو مجلس منتخب من قبل الشعب وفقا لقانون الانتخاب ويشكل مع مجلس الأعيان ما يسمى مجلس الأمة. بعد تأسيس المملكة الأردنية الهاشمية وصدور الدستور الجديد تم الأخذ بنظام المجلسين وأطلق عليه مجلس الأمة يتألف من مجلس نواب منتخب ومجلس أعيان يتم اختياره من قبل الملك وكانت مدة مجلس النواب 4 سنوات شمسية ولم يعط الدستور مجلس الأمة حق اقتراح القوانين وإنما اقتصره على السلطة التنفيذية فقط، أمّا الصلاحيات الرقابية فقد منحها الدستور للمجلس من خلال الأسئلة والمناقشة واستثنى مسألة حق طرح الثقة بالحكومة.

## تاريخ المجالس النيابية الأردنية
بلغ عدد المجالس النيابية التي تم انتخابها بعد استقلال الأردن 18 مجلس، حيث انتخب مجلس النواب الأردني الأول في 21 أكتوبر 1947. كان أهم قرار اتخذه هذا المجلس هو وحدة الضفّتين إثر الهزيمة العربية في حرب 1948 حيث قام المجلس بتعديل قانون الانتخاب الأردني ليضم دوائر تمثل أهل الضفة الغربية إذ رفع عدد النواب إلى 40 نائب مناصفة بين الضفة الغربية والضفة الشرقية.
أما مجلس النواب الأردني الثاني فقد انتخب في 20 أبريل 1950 و تم حله في 3 مايو 1951 لعدم إقراره للموازنة المقدمة من قبل حكومة سمير الرفاعي الثالثة أو الحكومة السادسة في عمر المملكة ويذكر أن رئيس الوزراء توفيق أبو الهدى كان يقود الأغلبية المعارضة لسمير الرفاعي في هذا المجلس.

## وظائف المجلس
يعتبر عضو مجلس النواب (النائب) ممثلاً للمواطنين أمام السلطة التنفيذية وينطق باسمهم ويستقبل همومهم وطلباتهم لتتولى الحكومة بعد ذلك تنفيذها والتواصل معهم، فهو يعتبر حلقة الوصل ما بين المواطن والحكومة، بالإضافة إلى ذلك، تُناط بمجلس النواب وظيفتين أساسيتين هما التشريع والرقابة.

### التشريع
تُمارس هذه الوظيفة من خلال مناقشة ودراسة القوانين التي تُحيلها الحكومة إلى مجلس النواب أو من خلال اقتراح عشرة نواب أو أكثر لقانونٍ ما، وفي حالة ورود مشروع قانون من الحكومة إلى المجلس، يتم الإطلاع عليه، ويقرر المجلس إما قبوله وإحالته على اللجنة المختصة، أو رفضه وإحالته إلى مجلس الأعيان، وفي حالة قبوله وإحالته للجنة، فإن اللجنة تدرسه وتضع التعديلات والاقتراحات المطلوبة، ليُصار بعد ذلك إلى مناقشته وتعديله داخل المجلس، وبعد الانتهاء من التصويت على المواد وأخذ الرأي على مشروع القانون (سواءاً بالقبول أو الرفض) يُرفع إلى مجلس الأعيان.
وفي حالة اقتراح أعضاء المجلس للقانون فإنه يُحال مع أسبابه الموجبه بمجموعه على اللجنة المختصة لإبداء الرأي، فإذا رأى المجلس بعد الاستماع لرأي اللجنة قبول الاقتراح إحاله على الحكومة لوضعه في صيغة مشروع قانون وتقديمه للمجلس في الدورة التي قُدِّم فيها أو التي يليها.

### الرقابة
يُقصد بها مراقبة أعمال السلطة التنفيذية داخل البلاد، وبحسب النظام الداخلي للمجلس، حُدِّدت الأدوات الرقابة البرلمانية وآلية استخدامها كما يلي:
- السؤال: هو استفهام العضو من رئيس الوزراء أو الوزراء عن أمر يجهله في شأن من الشؤون التي تدخل في اختصاصهم أو رغبته في التحقق من حصول واقعة وصل علمها إليه أو استعلامه عن نية الحكومة في أمر من الأمور، وعلى من وجه إليه السؤال أن يجيب خلال مدة لا تتجاوز أربعة عشر يوماً.
- الاستجـواب: هو محاسبة الوزراء أو أحدهم على تصرّف له في شأن من الشؤون العامة، وعلى الوزير أن يجيب على الاستجواب خلال مدة لا تتجاوز 21 يوما إلّا إذا رأى الرئيس أنَّ الحالة مستعجلة ووافق الوزير على تقصير المدة، ويحق للمستجوب إذا لم يقتنع برد الوزير أن يطرح الثقة بالوزارة أو الوزير مع مراعاة أحكام المادة (54) من الدستور.
- المناقشة العامة: هو تبادل للرأي والمشورة بين المجلس والحكومة في أي موضوع يُعنى في قضايا عامة وسياسية، ويحق لطالبي المناقشة طرح الثقة بالحكومة مع مراعاة أحكام المادة (54) من الدستور.
- الاقتراح برغبة: هو الرغبة في دعوة الحكومة للقيام بأي عمل ذي أهمية يدخل في اختصاصها.
- طرح الثقة بالحكومة: حيث تطرح الثقة بالوزارة أو بأحد الوزراء بناء على طلب موقع من عدد لا يقل عن عشرة نواب، ويتم طرح الثقة في جلسة خاصة تسمى الجلسة الخاصة بطرح الثقة بالحكومة، وإذا قرر مجلس النواب عدم الثقة بأحد الوزراء أو الوزارة بأكملها وجبت هنا الاستقالة للوزير أو الوزارة.
- التحقق: لمجلس النواب الحق في إجراء التحقق في الأمور المحالة إليه أو التي يرى أنها بحاجة إلى التحقق منها من خلال ممارسة دوره الرقابي عن طريق اللجان الدائمة أو تشكيل لجاناً مؤقتة لهذه الغاية وترفع اللجان تقريرها وتوصياتها إلى المجلس لاتخاذ القرار المناسب بشأنها.
- بند ما يستجد من أعمال: وهو إعطاء الحق لأعضاء المجلس بتوجيه الأسئلة المباشرة إلى رئيس الوزراء أو الوزراء خلال الجلسات الرقابية.

## دورات المجلس
يعقد مجلس النواب اجتماعاته على ثلاثة أنواع من الدورات:

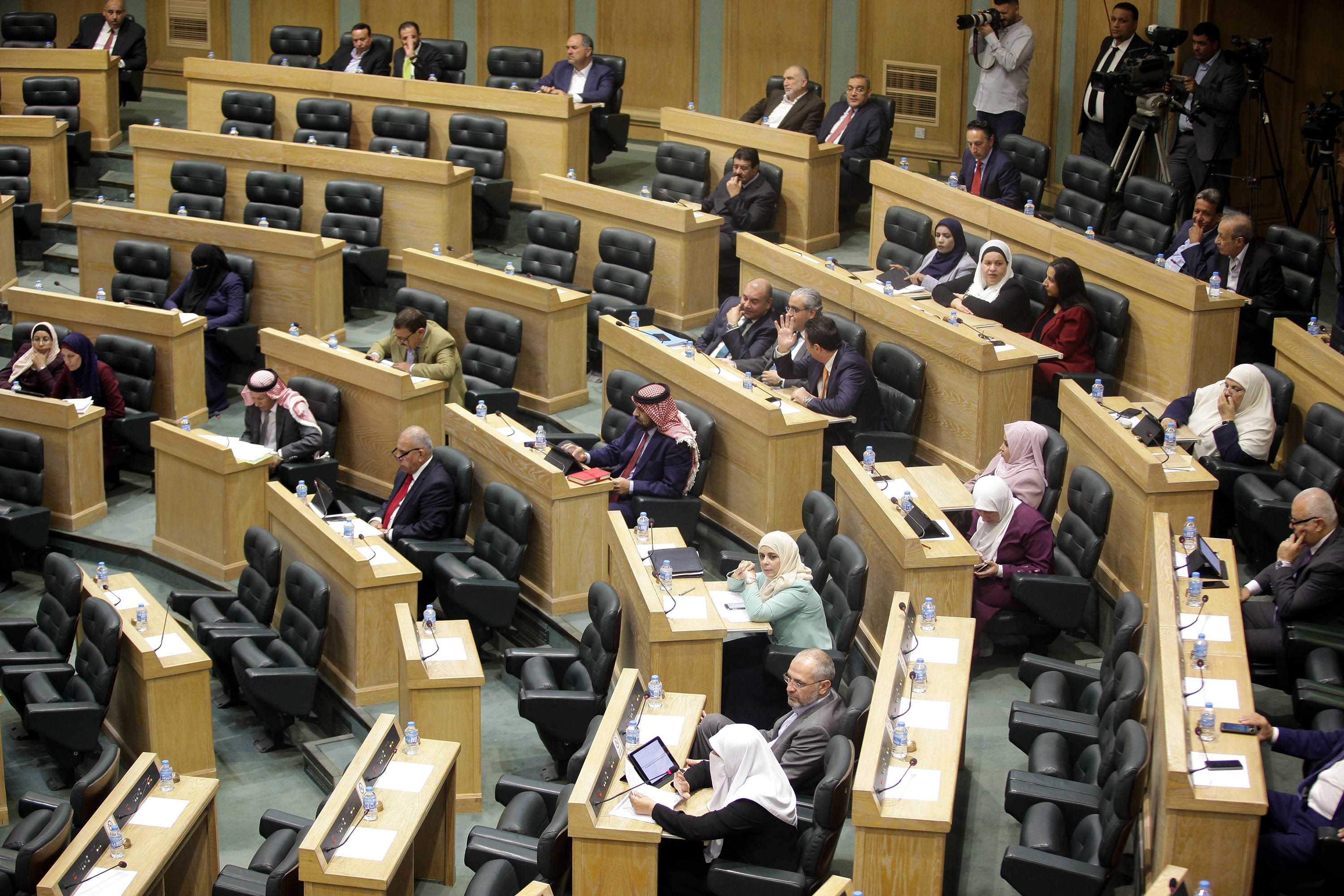
صورة من داخل قبة البرلمان الأردنية.

الدورة العادية: حيث يعقد المجلس في كل سنة شمسية من عمره دورة عادية واحدة مدتها ستة أشهر، إلا إذا حل الملك المجلس قبل انقضاء تلك المدة، ويجوز للملك أن يمدد الدورة العادية مدة أخرى لا تزيد عن ثلاثة أشهر.
الدورات الاستثنائية: تعقد الدورات الاستثنائية بعد فض الدورة العادية، حيث أعطى الدستور الحق للملك أو بطلب من الأغلبية المطلقة لأعضاء مجلس النواب بأن هناك حاجة لهذه الدورة. وتحدد الإرادة الملكية بنود هذه الدورة والتي ينحصر دور المجلس خلالها فقط بالأمور الواردة فيها.
الدورة غير العادية: تعقد الدورة غير العادية في حالة انتخاب مجلس النواب بعد المدة المنصوص عليها في الدستور لانعقاد الدورة العادية وهي الأول من تشرين الأول ويجوز للملك تأجيل انعقادها حتى الأول من كانون الأول من كل سنة ولا يجوز أن تتجاوز مدة الدورة غير العادية عن الثلاثين من أيلول ويسري عليها أحكام المادة (78) من الدستور وتشملها شروط التمديد والتأجيل.

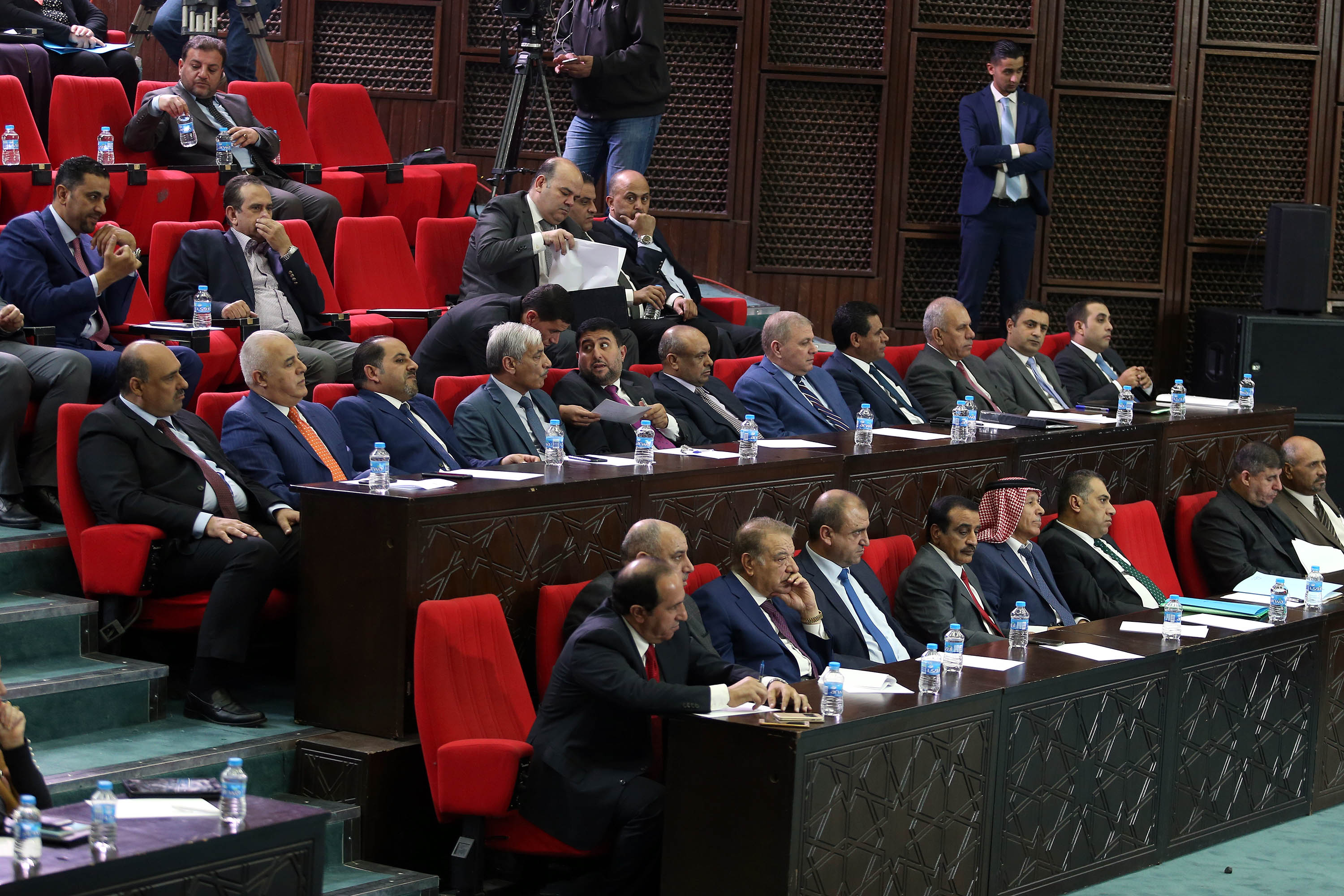
جلسة النواب بخصوص حادثة البحر الميت (21).

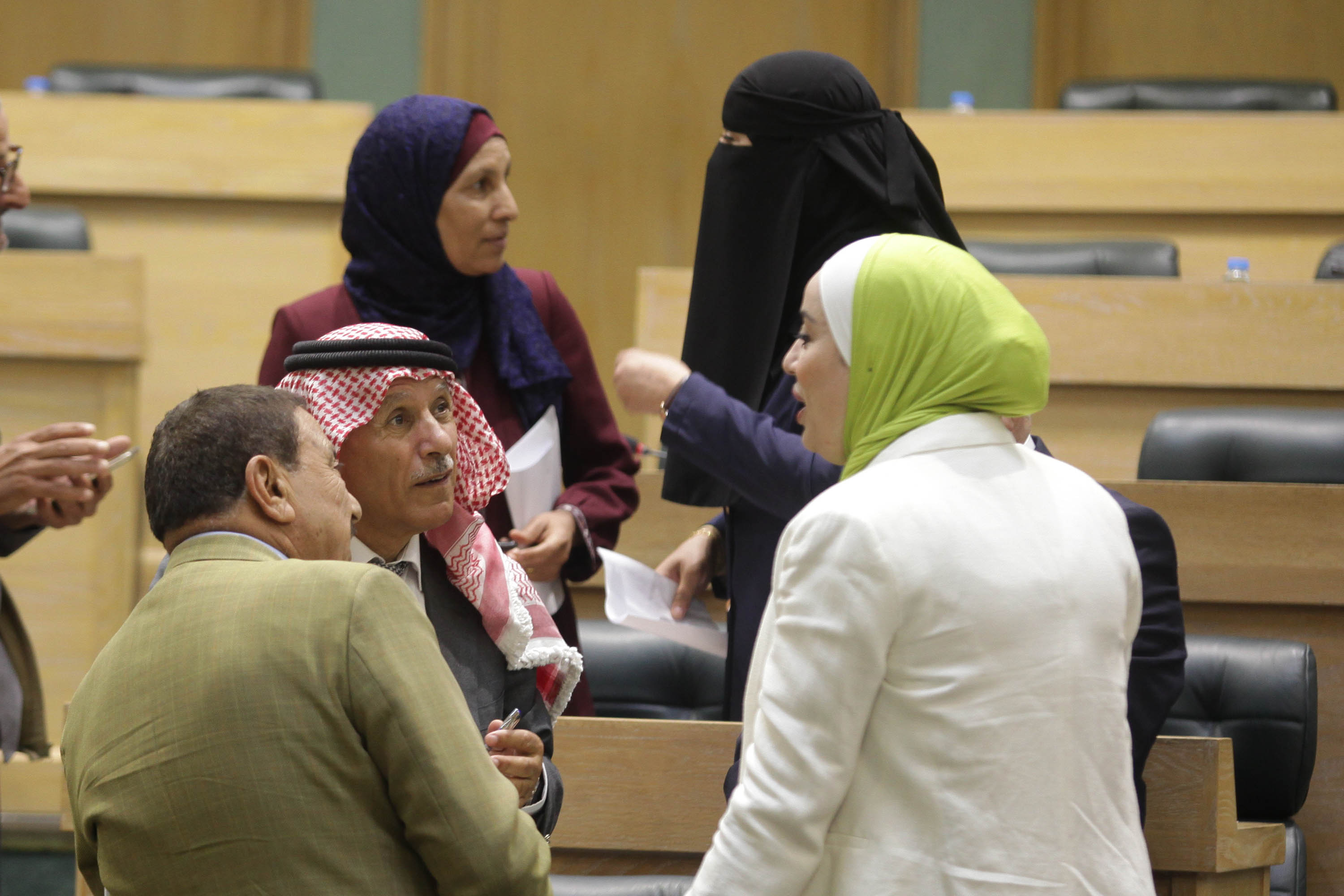
مجلس النواب جلسة 16-9-2018